# Platynus subterraneus
Platynus subterraneus är en skalbaggsart som beskrevs av Vandyke. Platynus subterraneus ingår i släktet Platynus och familjen jordlöpare. Inga underarter finns listade i Catalogue of Life.